# 清真学園女子短期大学
清真学園女子短期大学（せいしんがくえんじょしたんきだいがく、英語: Seishin Gakuen Women's Junior College）は、茨城県鹿嶋市宮中4631-1に本部を置いていた日本の私立大学である。1984年に設置され、2003年に廃止された。大学の略称は清真短大。

## 概要

### 大学全体
- 学校法人清真学園により1984年に設置された日本の私立短期大学で[2][3]、鹿島神宮に程近い茨城県鹿嶋市内にキャンパスを置いていた。1学科体制で入学定員100名[4]、渋谷敬三が学長に就任[5]。
- 総学生数は1987年を最高値となっており、翌年以降は年ごとに増減を繰り返している[注 1]。
- 2001年度入学生を最後に、短期大学としての使命を終えた。現在施設は、まちづくり市民センターとして鹿嶋市が管理・運営している。

### 教育および研究
- 英語教育に関する専門教育が行われ、「英語」、「秘書選択」、「操作中級」の各コースが設けられていた[6]。

### 学風および特色
- 鹿島開発に伴う産業経済の発展に対し文教面における一層の充実を望む地域の声に応えるべく同学校法人が設置した短大である[7]。
- イギリス短期留学が18日間行われていた[8]
- 学校教育活動の一環として部活動を重視していた[1]

## 沿革
- 1983年
  - 12月22日 左記を以て文部省[注 2]より短期大学の設置が認可される[9][注 3]。
- 1984年
  - 4月1日 左記を以て清真学園女子短期大学が以下の学科体制をもって開学する。
    - 英語科 入学定員100名[10].
- 2001年度をもって学生募集を終了とする[11]。
- 2003年5月30日をもって正式に廃校となる[11]。

## 基礎データ

### 所在地
- 茨城県鹿嶋市宮中4631-1

### 年度別学生数
| -      | 入学定員 | 総定員 | 学生数 | 出典            |
| ------ | -------- | ------ | ------ | --------------- |
| 1984年 | 100      | 100    | 非公表 | [ 12 ]          |
| 1985年 | 100      | 200    | 女167  | [ 13 ]          |
| 1986年 | 100      | 200    | 女170  | [ 14 ]          |
| 1987年 | 100      | 200    | 女204  | [ 15 ]          |
| 1988年 | 100      | 200    | 女184  | [ 16 ]          |
| 1989年 | 100      | 200    | 女185  | [ 17 ]          |
| 1990年 | 100      | 200    | 女193  | [ 18 ]          |
| 1991年 | 100      | 200    | 女198  | [ 19 ]          |
| 1992年 | 100      | 200    | 女195  | [ 20 ] [ 注 4 ] |
| 1993年 | 100      | 200    | 女198  | [ 22 ]          |
| 1994年 | 100      | 200    | 女196  | [ 23 ]          |
| 1995年 | 100      | 200    | 女150  | [ 24 ]          |
| 1996年 | 100      | 200    | 女146  | [ 25 ]          |
| 1997年 | 100      | 200    | 女139  | [ 26 ]          |
| 1998年 | 100      | 200    | 女129  | [ 27 ]          |
| 1999年 | 100      | 200    | 女153  | [ 28 ]          |

## 教育および研究

### 組織

#### 学科
- 英語科

#### 専攻科
- なし

#### 別科
- なし

#### 取得資格について
- 秘書士：秘書コースを選択することで取得可能だった[6]。

## 学生生活

### 部活動・クラブ活動・サークル活動
- 清真学園女子短期大学で活動していたクラブ活動[7]
  - 体育系：弓道・体操・テニス・バスケットボール・バドミントン・バレーボールなどが活動していた。
  - 文化系：書道・ESS・音楽などが活動していた。

## 施設

### キャンパス
- 短期大学存続時のキャンパスは右記を参照[29]。
- ほか、右記も参照[30]。

### 寮
- 寄宿舎があった[7][31]。

## 対外関係

### 系列校
- 清真学園高等学校・中学校

## 卒業後の進路について

### 就職について
- 鹿島臨海工業地帯の各製造業及び関連企業のほか、水戸市・日立市・成田市などの関東地方一帯への就職者が目立っていた[7]

## 関連サイト
- 清真学園